# Frölich Jakab
Frölich Jakab (18. század) pálos rendi szerzetes.

## Élete
Pozsonyról származott, 1764-től Pesten volt vasárnapi hitszónok, 1773-tól városi plébános és a rend főnöke lett Kassán.

## Munkái
- Schutz der Frömmigkeit, als ein löbl. dritter Orden von der Buss genannt des heil. Seraphischen Francisci, das jährliche Fest ihrer Schutz-Frauen Elisabeth, einer andächtigen Princessin des Königreichs Hungarn, einer tugendreichen Landgräfin von Hessen und Thüringen, als das hohe Titular fest benannten dritten heil. Ordens, bei den Franciscanern zu Pest 1767. hoch feierlich begangen, in einer Lob- und Ehren-Rede verfasset. Pest.
- Der an den unfruchtbaren Feigen-Baume auf Einwilligung des Herrn, noch ein Jahr umgrabene Evangelische Gärtner bei dem Evangelisten Lukas XIII. 8. Cap. 8. versu; oder Sieben Buss-Predigen zu diesem Ziel und End eingerichtet, dass der Sünder doch schon einmal in sich gehe, und sich zu wahrer Buss christhaftig entschliesse. Pest, 1769.
- Erstes von Übergab der Creuzkirche in die Hände der cathol. Priesterschaft im Jahre 1673. den 8. Mayens verflossenes saeculum, oder Jahrhundert, und einer Lob- und Dank-Rede den 9. Mayens 1773. vorgetragen. Kaschau, 1773.
- Dank- und Droh-Rede, als dem allmächtig-erbarmenden Gott in der königl. hungarisch-freyen Stadt Pest ein alldasig löblicher Magistrat, und andächtige Burgerschaft, in der sogenannten Rochus-Kirche wegen gnädiglichst, durch Fürbitterst-bemelten heiligen, abgetrieben-anstekenden Seuche demüthigste Danksagung abgestattet. Pest, év. n.

Kéziratban maradt: vasárnapi és ünnepi német prédikációi négy ívrét kötetben.